# Coelichneumon albonotatus
Coelichneumon albonotatus là một loài tò vò trong họ Ichneumonidae.